# Philippe Roberts-Jones
Philippe Roberts-Jones (n. 8 noiembrie 1924, Ixelles - d. 9 august 2016) este un istoric de artă și poet belgian, membru de onoare al Academiei Române (din 1997).